# SS Persic
El SS Persic fue un transatlántico de la naviera británica White Star Line. El Persic fue uno de los cinco barcos de la clase Jubilee construidos por Harland and Wolff específicamente para hacer la ruta entre los puertos de Liverpool en Inglaterra, Ciudad del Cabo en Sudáfrica y Sídney en Australia.

## Historia
El barco fue construido como un carguero especializado para el transporte de cargas refrigeradas, pero en su viaje inaugural partió del puerto de Liverpool con 500 soldados del Reino Unido que participaron en la Guerra de los Bóeres. El Persic sufrió una avería en su timón y permaneció en Ciudad del Cabo hasta 1900 cuando continuó su viaje con soldados heridos con destino a Australia.
El 26 de octubre de 1900, rescató a la tripulación de la goleta Madura, que se había incendiado.
El barco fue requisado como transporte de tropas durante la Primera Guerra Mundial. El 7 de septiembre de 1918, el submarino alemán SM UB-87 torpedeó al Persic cerca de Sicilia; a pesar de los daños el barco regresó al puerto con sus propios recursos.
Después de la guerra en 1920 fue renovado, operando como un barco de pasajeros hasta que fue desguazado en 1927.